# Le Beugnon
Pour les articles homonymes, voir Beugnon (homonymie).
Le Beugnon (en poitevin-saintongeais Le Beugnun), est une ancienne commune française, située dans le département des Deux-Sèvres en région Nouvelle-Aquitaine. Le 1er janvier 2019, elle devient commune déléguée de la commune nouvelle de Beugnon-Thireuil.
Les habitants du Beugnon se nomment les Beugnonnais.

## Géographie

### Lieux-dits
La commune possède sur son territoire vingt-huit lieux-dits.

### Localisation et communes limitrophes
| Scillé               | Vernoux-en-Gâtine | Secondigny |
|                      | Le Beugnon        |            |
| La Chapelle-Thireuil | Fenioux           |            |

## Toponymie
Beugnon est équivalent à Bignon et désignerait une source. Les sources sont effectivement nombreuses au Beugnon.

## Politique et administration
| Période      | Période  | Identité           | Étiquette | Qualité |
| ------------ | -------- | ------------------ | --------- | ------- |
| janvier 2019 | En cours | Bertrand Martineau |           |         |

| Période   | Période       | Identité           | Étiquette | Qualité |
| --------- | ------------- | ------------------ | --------- | ------- |
| mars 2008 | décembre 2018 | Bertrand Martineau |           |         |

## Démographie
À partir du XXIe siècle, les recensements réels des communes de moins de 10 000 habitants ont lieu tous les cinq ans. Pour Le Beugnon, cela correspond à 2007, 2012, 2017, etc. Les autres dates de « recensements » (2006, 2009, etc.) sont des estimations légales.
| 1793 | 1800 | 1806 | 1821 | 1831 | 1836 | 1841 | 1846 | 1851 |
| ---- | ---- | ---- | ---- | ---- | ---- | ---- | ---- | ---- |
| 706  | 523  | 701  | 756  | 873  | 864  | 916  | 947  | 928  |

| 1856 | 1861 | 1866 | 1872 | 1876 | 1881 | 1886  | 1891  | 1896 |
| ---- | ---- | ---- | ---- | ---- | ---- | ----- | ----- | ---- |
| 943  | 869  | 902  | 903  | 881  | 922  | 1 000 | 1 008 | 995  |

| 1901 | 1906 | 1911 | 1921 | 1926 | 1931 | 1936 | 1946 | 1954 |
| ---- | ---- | ---- | ---- | ---- | ---- | ---- | ---- | ---- |
| 971  | 944  | 902  | 763  | 743  | 703  | 694  | 636  | 642  |

| 1962 | 1968 | 1975 | 1982 | 1990 | 1999 | 2006 | 2007 | 2012 |
| ---- | ---- | ---- | ---- | ---- | ---- | ---- | ---- | ---- |
| 594  | 515  | 442  | 401  | 355  | 363  | 335  | 331  | 308  |

| 2016 | - | - | - | - | - | - | - | - |
| ---- | - | - | - | - | - | - | - | - |
| 290  | - | - | - | - | - | - | - | - |

## Culture locale et patrimoine

### Lieux et monuments
- Des souterrains connus sur le territoire communal, à la Rembourgère, à la Bonninière, à la Barre. Ce dernier[6] est un souterrain annulaire dont trois anneaux ont été reconnus, les autres galeries, partiellement ou totalement obstruées n'ont pas permis d'obtenir un plan complet.
- Le logis de la Bonnière, une maison noble, transformée en ferme. Elle a conservé une façade Renaissance, fin XVe/début XVIe siècle.
- Église Saint-Maurice du Beugnon.